# 白苞猩猩草
白苞猩猩草（学名：Euphorbia heterophylla）为大戟科大戟属的植物。分布在台湾岛、北美以及中国大陆的云南、四川等地，目前已由人工引种栽培。

## 别名
柳叶大戟（云南植物研究），台湾大戟（台湾彩色植物图鉴）

## 外部連結
- 葉象花, Yexianghua 藥用植物圖像數據庫 (香港浸會大學中醫藥學院) （繁體中文）（英文）